# Ken Lynch
Ken Lynch (Cleveland, 15 luglio 1910 – Burbank, 13 febbraio 1990) è stato un attore statunitense.
Ha recitato in oltre 30 film dal 1950 al 1974 ed è apparso in oltre 150 produzioni televisive dal 1949 al 1983. È stato accreditato anche con i nomi Kenneth Lynch e Keny Lynch.

## Biografia
Ken Lynch nacque a Cleveland il 15 luglio 1910.
Morì a Burbank, contea di Los Angeles, il 13 febbraio 1990 e fu seppellito al San Fernando Mission Cemetery di Mission Hills.

## Filmografia

### Cinema
- Bill sei grande! (When Willie Comes Marching Home), regia di John Ford (1950)
- Mare caldo (Run Silent Run Deep), regia di Robert Wise (1958)
- Young and Wild, regia di William Witney (1958)
- Femmina e mitra (The Bonnie Parker Story), regia di William Witney (1958)
- Fuoco incrociato (Man or Gun), regia di Albert C. Gannaway (1958)
- Gli evasi del terrore (Voice in the Mirror), regia di Harry Keller (1958)
- Ho sposato un mostro venuto dallo spazio (I Married a Monster from Outer Space), regia di Gene Fowler Jr. (1958)
- Unwed Mother, regia di Walter Doniger (1958)
- Paracadutisti d'assalto (Paratroop Command), regia di William Witney (1959)
- 38º parallelo: missione compiuta (Pork Chop Hill), regia di Lewis Milestone (1959)
- Anatomia di un omicidio (Anatomy of a Murder), regia di Otto Preminger (1959)
- La leggenda di Tom Dooley (The Legend of Tom Dooley), regia di Ted Post (1959)
- Intrigo internazionale (North by Northwest), regia di Alfred Hitchcock (1959)
- Il buio in cima alle scale (The Dark at the Top of the Stairs), regia di Delbert Mann (1960)
- Sette strade al tramonto (Seven Ways from Sundown), regia di Harry Keller (1960)
- L'erede di Al Capone (Portrait of a Mobster), regia di Joseph Pevney (1961)
- Per favore non toccate le palline (The Honeymoon Machine), regia di Richard Thorpe (1961)
- Anche i gangster muoiono (The Lawbreakers), regia di Joseph M. Newman (1961)
- Anime sporche (Walk on the Wild Side), regia di Edward Dmytryk (1962)
- I giorni del vino e delle rose (Days of Wine and Roses), regia di Blake Edwards (1962)
- Chi giace nella mia bara? (Dead Ringer), regia di Paul Henreid (1964)
- Tamburi ad ovest (Apache Rifles), regia di William Witney (1964)
- Tre donne per uno scapolo (Dear Heart), regia di Delbert Mann (1964)
- Una donna senza volto (Mister Buddwing), regia di Delbert Mann (1966)
- Intrighi al Grand Hotel (Hotel), regia di Richard Quine (1967)
- Facce per l'inferno (P.J.), regia di John Guillermin (1968)
- L'incredibile furto di Mr. Girasole (Never a Dull Moment), regia di Jerry Paris (1968)
- Tora! Tora! Tora!, regia di Richard Fleischer (1970)
- Rubare alla mafia è un suicidio (Across 110th Street), regia di Barry Shear (1972)
- Bad Charleston Charlie, regia di Ivan Nagy (1973)
- Willie Dynamite, regia di Gilbert Moses (1974)
- Un thriller per Twiggy (W), regia di Richard Quine (1974)

### Televisione
- Suspense – serie TV, un episodio (1949)
- The Plainclothesman – serie TV (1949)
- The Honeymooners – serie TV, un episodio (1956)
- Crusader – serie TV, episodio 1x34 (1956)
- Sheriff of Cochise – serie TV, un episodio (1956)
- Wire Service – serie TV, episodio 1x05 (1956)
- Studio 57 – serie TV, un episodio (1956)
- Conflict – serie TV, episodio 1x20 (1957)
- The Web – serie TV, un episodio (1957)
- The Court of Last Resort – serie TV, episodio 1x16 (1958)
- State Trooper – serie TV, un episodio (1958)
- I racconti del West (Zane Grey Theater) – serie TV, 2 episodi (1957-1958)
- Il tenente Ballinger (M Squad) – serie TV, episodi 1x01-1x28 (1957-1958)
- The Walter Winchell File – serie TV, un episodio (1958)
- Zorro – serie TV, 4 episodi (1958)
- The Silent Service – serie TV, un episodio (1958)
- Alfred Hitchcock presenta (Alfred Hitchcock Presents) – serie TV, un episodio (1958)
- The Californians – serie TV, 2 episodi (1958)
- U.S. Marshal – serie TV, un episodio (1958)
- The Grand Jury – serie TV, 1 episodio (1959)
- Steve Canyon – serie TV, un episodio (1959)
- Lux Playhouse – serie TV, un episodio (1959)
- Disneyland – serie TV, un episodio (1959)
- Bat Masterson – serie TV, un episodio (1959)
- L'uomo ombra (The Thin Man) – serie TV, episodio 2x24 (1959)
- Frontier Doctor – serie TV, un episodio (1959)
- Avventure in elicottero (Whirlybirds) – serie TV, 2 episodi (1959)
- The Lawless Years – serie TV, 2 episodi (1959)
- Ai confini della realtà (The Twilight Zone) – serie TV, un episodio (1959)
- Avventure lungo il fiume (Riverboat) – serie TV, un episodio (1959)
- Men Into Space – serie TV, episodio 1x05 (1959)
- The Rifleman – serie TV, un episodio (1959)
- Playhouse 90 – serie TV, 2 episodi (1958-1959)
- Peter Gunn – serie TV, episodi 1x08-2x15 (1958-1960)
- Hotel de Paree – serie TV, un episodio (1960)
- Markham – serie TV, 2 episodi (1959-1960)
- Tightrope – serie TV, episodio 1x18 (1960)
- Hennesey – serie TV, un episodio (1960)
- Troubleshooters – serie TV, un episodio (1960)
- The Betty Hutton Show – serie TV, un episodio (1960)
- Indirizzo permanente (77 Sunset Strip) – serie TV, episodio 2x26 (1960)
- Overland Trail – serie TV, un episodio (1960)
- Have Gun - Will Travel – serie TV, 3 episodi (1959-1960)
- Avventure in paradiso (Adventures in Paradise) – serie TV, un episodio (1960)
- The Tall Man – serie TV, 3 episodi (1960-1961)
- Outlaws – serie TV, episodi 1x07-1x08-2x10 (1960-1961)
- Le grandi fiabe (Shirley Temple's Storybook) – serie TV, un episodio (1961)
- Coronado 9 – serie TV, un episodio (1961)
- The Aquanauts – serie TV, un episodio (1961)
- The Asphalt Jungle – serie TV, un episodio (1961)
- Lawman – serie TV, 3 episodi (1959-1961)
- Maverick – serie TV, 2 episodi (1959-1961)
- Follow the Sun – serie TV, episodio 1x04 (1961)
- Make Room for Daddy – serie TV, un episodio (1961)
- Scacco matto (Checkmate) – serie TV, 8 episodi (1960-1961)
- 87ª squadra (87th Precinct) – serie TV, un episodio (1961)
- Straightaway – serie TV, un episodio (1962)
- Bronco – serie TV, 3 episodi (1959-1962)
- Thriller – serie TV, 3 episodi (1961-1962)
- The Donna Reed Show – serie TV, un episodio (1962)
- Tales of Wells Fargo – serie TV, 3 episodi (1960-1962)
- Gli intoccabili (The Untouchables) – serie TV, 2 episodi (1959-1962)
- Alcoa Premiere – serie TV, 2 episodi (1962)
- Stoney Burke – serie TV, un episodio (1962)
- Going My Way – serie TV, episodi 1x03-1x11 (1962)
- FBI Cape Canaveral (FBI Code 98) – film TV (1963)
- Undicesima ora (The Eleventh Hour) – serie TV, un episodio (1963)
- Laramie – serie TV, un episodio (1963)
- The Wide Country – serie TV, episodio 1x27 (1963)
- Ben Casey – serie TV, episodio 3x04 (1963)
- Perry Mason – serie TV, 3 episodi (1959-1963)
- Gli uomini della prateria (Rawhide) – serie TV, 2 episodi (1962-1963)
- La grande avventura (The Great Adventure) – serie TV, episodio 1x08 (1963)
- Destry – serie TV, un episodio (1964)
- Sotto accusa (Arrest and Trial) – serie TV, 11 episodi (1963-1964)
- Il dottor Kildare (Dr. Kildare) – serie TV, un episodio (1964)
- The Dick Van Dyke Show – serie TV, 3 episodi (1962-1964)
- The Bill Dana Show – serie TV, un episodio (1964)
- Mr. Novak – serie TV, 2 episodi (1964-1965)
- Profiles in Courage – serie TV, un episodio (1965)
- I mostri (The Munsters) – serie TV, un episodio (1965)
- Slattery's People – serie TV, un episodio (1965)
- Carovane verso il west (Wagon Train) – serie TV, 3 episodi (1957-1965)
- The Crisis (Kraft Suspense Theatre) – serie TV, 2 episodi (1965)
- Twelve O'Clock High – serie TV, 2 episodi (1965)
- A Man Called Shenandoah – serie TV, episodio 1x06 (1965)
- I giorni di Bryan (Run for Your Life) – serie TV, un episodio (1965)
- Il fuggiasco (The Fugitive) – serie TV, 3 episodi (1964-1966)
- The Patty Duke Show – serie TV, 2 episodi (1966)
- Honey West – serie TV, 5 episodi (1965-1966)
- Blue Light – serie TV, un episodio (1966)
- Selvaggio west (The Wild Wild West) – serie TV, episodio 2x05 (1966)
- Laredo – serie TV, 2 episodi (1966)
- Corri e scappa Buddy (Run Buddy Run) – serie TV, un episodio (1966)
- Polvere di stelle (Bob Hope Presents the Chrysler Theatre) – serie TV, un episodio (1966)
- Squadra speciale anticrimine (The Felony Squad) – serie TV, episodi 1x17 (1967)
- The Lucy Show – serie TV, un episodio (1967)
- Star Trek – serie TV, episodio 1x25 (1967)
- He & She – serie TV, un episodio (1967)
- Iron Horse – serie TV, episodio 2x05 (1967)
- The Andy Griffith Show – serie TV, 4 episodi (1960-1967)
- Gli invasori (The Invaders) – serie TV, un episodio (1968)
- Sui sentieri del West (The Outcasts) – serie TV, episodio 1x02 (1968)
- Quella strana ragazza (That Girl) – serie TV, 2 episodi (1966-1968)
- La grande vallata (The Big Valley) – serie TV, 5 episodi (1965-1968)
- Lancer – serie TV, episodio 1x08 (1968)
- Gomer Pyle: USMC – serie TV, 6 episodi (1965-1969)
- Il virginiano (The Virginian) – serie TV, 6 episodi (1963-1969)
- Insight – serie TV, un episodio (1970)
- Reporter alla ribalta (The Name of the Game) – serie TV, 2 episodi (1968-1970)
- Run, Simon, Run – film TV (1970)
- Mod Squad, i ragazzi di Greer (The Mod Squad) – serie TV, un episodio (1970)
- Adam-12 – serie TV, 2 episodi (1970-1971)
- Incident in San Francisco – film TV (1971)
- Due onesti fuorilegge (Alias Smith and Jones) – serie TV, un episodio (1971)
- Un uomo per la città (The Man and the City) – serie TV, un episodio (1971)
- Sarge – serie TV, un episodio (1971)
- The Doris Day Show – serie TV, 2 episodi (1971)
- O'Hara, U.S. Treasury – serie TV, un episodio (1972)
- Bonanza – serie TV, 9 episodi (1960-1972)
- Jigsaw – film TV (1972)
- Squadra emergenza (Emergency!) – serie TV, un episodio (1972)
- Kung Fu – serie TV, un episodio (1972)
- Mannix – serie TV, un episodio (1973)
- Detective anni '30 (Banyon) – serie TV, un episodio (1973)
- Poor Devil – film TV (1973)
- A tutte le auto della polizia (The Rookies) – serie TV, un episodio (1973)
- Arcibaldo (All in the Family) – serie TV, 2 episodi (1971-1973)
- Gunsmoke – serie TV, 12 episodi (1957-1973)
- Temperatures Rising – serie TV, un episodio (1973)
- F.B.I. (The F.B.I.) – serie TV, 10 episodi (1965-1974)
- Ironside – serie TV, 3 episodi (1967-1974)
- Toma – serie TV, un episodio (1974)
- Kolchak: The Night Stalker – serie TV, un episodio (1974)
- Marcus Welby (Marcus Welby, M.D.) – serie TV, un episodio (1974)
- Cannon – serie TV, 2 episodi (1972-1975)
- Sulle strade della California (Police Story) – serie TV, 2 episodi (1973-1975)
- Le strade di San Francisco (The Streets of San Francisco) – serie TV, 2 episodi (1972-1976)
- Bronk – serie TV, un episodio (1976)
- I piloti di Spencer (Spencer's Pilots) – serie TV, un episodio (1976)
- Most Wanted – serie TV, un episodio (1976)
- Uno sceriffo a New York (McCloud) – serie TV, 16 episodi (1972-1977)
- Grizzly Adams (The Life and Times of Grizzly Adams) – serie TV, un episodio (1978)
- Agenzia Rockford (The Rockford Files) – serie TV, un episodio (1978)
- Switch – serie TV, 2 episodi (1975-1978)
- Barnaby Jones – serie TV, 3 episodi (1975-1979)
- Alla conquista del west (How the West Was Won)– miniserie TV (1979)
- Battaglie nella galassia (Battlestar Galactica) – serie TV, un episodio (1979)
- Time Express – serie TV, un episodio (1979)
- Vega$ – serie TV, un episodio (1980)
- Galactica 1980 – serie TV, un episodio (1980)
- Rooster – film TV (1982)
- Venti di guerra (The Winds of War) – miniserie TV (1983)